# The Last Supper
Albums de Belphegor
Obscure and Deep
(1993) Blutsabbath
(1996)
The Last Supper est le premier album studio du groupe de Black metal autrichien Belphegor. L'album est sorti en janvier 1995 sous le label Lethal Records.
Cet album a provoqué un certain débat à sa sortie, à cause de ses paroles, très violentes, et de sa pochette d'album, représentant un bébé dans un plat découpé en tranches comme un gigot.

## Liste des morceaux
| No  | Titre                             | Durée |
| --- | --------------------------------- | ----- |
| 1.  | The Last Supper                   | 3:54  |
| 2.  | A Funeral Without a Cry           | 4:49  |
| 3.  | Impalement Without Mercy          | 3:41  |
| 4.  | March of the Dead                 | 4:54  |
| 5.  | The Rapture of Cremation          | 3:51  |
| 6.  | Engulfed in Eternal Frost         | 3:35  |
| 7.  | Drowned in Excrements             | 3:30  |
| 8.  | In Remembrance of Hate and Sorrow | 4:56  |
| 9.  | Bloodbath in Paradise             | 2:58  |
| 10. | Kruzifixion                       | 4:10  |